# Rivière Noire (rivière Beaurivage)
Pour les articles homonymes, voir Rivière Noire.
La rivière Noire est un affluent de la rivière Beaurivage laquelle est un affluent de la rive est de la rivière Chaudière (versant de la rive sud du fleuve Saint-Laurent), dans la région administrative de Chaudière-Appalaches, au Québec, au Canada. Elle coule dans les municipalités de Saint-Flavien, Saint-Agapit, Saint-Gilles ( Lotbinière) et dans la Ville de Lévis (secteur de Saint-Étienne-de-Lauzon).

## Géographie
Les principaux bassins versants voisins de la rivière Noire sont :
- côté nord : rivière Rouge (rivière Beaurivage), rivière Aulneuse, rivière Beaurivage, rivière des Moulanges ;
- côté est : rivière Beaurivage, rivière Chaudière ;
- côté sud : rivière du Loup, rivière aux Pins, rivière Henri, rivière aux Cèdres ;
- côté ouest : ruisseau Bourret, ruisseau Bois Franc-Pierriche, rivière aux Ormes, rivière aux Cèdres, rivière Henri.

La rivière Noire prend sa source dans la municipalité de Saint-Flavien. Cette zone de tête est située au sud-ouest de la route 271, à 4,6 km au nord-ouest du centre du village de Dosquet et à 2,0 km au sud-est du village de Saint-Flavien.
À partir de sa source, la rivière Noire coule sur 22,4 km répartis selon les segments suivants :
- 0,9 km vers l'est, jusqu'à la route 271 ;
- 2,1 km vers le nord-est, jusqu'au chemin du rang des Pointes ;
- 5,2 km vers le nord-est, jusqu'à la limite de Saint-Agapit ;
- 6,3 km vers le nord-est, jusqu'à la route qu'elle coupe à 0,6 km au nord-ouest du centre du village de Saint-Agapit ;
- 5,7 km vers le nord-est, jusqu'à la limite de Saint-Gilles ;
- 1,9 km vers le nord-est, dans Saint-Gilles en traversant la route 116, jusqu'à la limite de Saint-Étienne-de-Lauzon ;
- 0,3 km vers le nord-ouest, jusqu'à sa confluence.

La rivière Noire se déverse sur la rive ouest de la rivière Beaurivage dans le hameau "Pointe-Saint-Gilles", dans la ville de Lévis (secteur de Saint-Étienne-de-Lauzon).

## Toponymie
Le toponyme "Rivière Noire" a été officialisé le 22 janvier 1974, à la Banque de noms de lieux de la Commission de toponymie du Québec.